# Louis Jacob van Zyl
Louis Jacob van Zyl (20 de julio de 1985, Bloemfontein, Provincia del Estado Libre), también conocido como L.J. van Zyl, es un atleta sudafricano que es especialista en las carreras de los 400 metros vallas. Tiene el récord de Sudáfrica de los 400 metros vallas con un tiempo de 47.66 segundos. Es tres veces campeón africano de este evento, y representó a su país en los Juegos Olímpicos de Pekín 2008.
Fue el campeón de los mundiales junior en 2002 y se clasificó para la final del Campeonato del Mundo de 2005, a la edad de 20 años. Su progresión comenzó cuando consiguió la medalla de oro en los Juegos de la Mancomunidad de 2006.

## Palmarés
| Año  | Competición                 | Ciudad               | Clasificación | Disciplina   |
| ---- | --------------------------- | -------------------- | ------------- | ------------ |
| 2002 | Campeonato del Mundo Junior | Kingston, Jamaica    | 1º            | 400 m vallas |
| 2004 | Campeonato del Mundo Junior | Grosseto, Italia     | 4º            | 400 m vallas |
| 2004 | Campeonato del Mundo Junior | Grosseto, Italia     | 3º            | 4×400 metros |
| 2005 | Mundial de Atletismo        | Helsinki, Finlandia  | 6º            | 400 m vallas |
| 2005 | Mundial de Atletismo        | Helsinki, Finlandia  | 4º (heats)    | 4×400 metros |
| 2005 | IAAF Final del Mundo        | Monte Carlo, Mónaco  | 3º            | 400 m vallas |
| 2006 | Juegos de la Mancomunidad   | Melbourne, Australia | 1º            | 400 m vallas |
| 2006 | Juegos de la Mancomunidad   | Melbourne, Australia | 2º            | 4×400 metros |
| 2006 | Campeonato Africano         | Algiers, Argelia     | 1º            | 400 m vallas |
| 2006 | IAAF Final del Mundo        | Stuttgart, Alemania  | 2º            | 400 m vallas |
| 2006 | Copa del Mundo de Atletismo | Atenas, Grecia       | 2º            | 400 m vallas |
| 2007 | Juegos Panafricanos         | Algiers, Argelia     | 1º            | 400 m vallas |
| 2007 | Juegos Panafricanos         | Algiers, Argelia     | DNF           | 4×400 metros |
| 2007 | Mundial de Atletismo        | Osaka, Japón         | 4º (heats)    | 400 m vallas |
| 2008 | Campeonato Africano         | Adís Abeba, Etiopía  | 1º            | 400 m vallas |
| 2008 | Juegos Olímpicos            | Pekín, China         | 5º            | 400 m vallas |
| 2008 | Juegos Olímpicos            | Pekín, China         | 6º (heats)    | 4 × 400 m    |
| 2010 | Campeonato Africano         | Nairobi, Kenia       | 1º            | 400 m vallas |
| 2010 | Juegos de la Mancomunidad   | Delhi, India         | 2º            | 400 m vallas |
| 2010 | Copa del Mundo de Atletismo | Split, Croacia       | 5º            | 400 m vallas |
| 2011 | Mundial de Atletismo        | Daegu, Corea del Sur | 3º            | 400 m vallas |
| 2011 | Mundial de Atletismo        | Daegu, Corea del Sur | 2º            | 4 × 400 m    |

## Marcas personales
| Carrera           | Tiempo  | Fecha               |
| ----------------- | ------- | ------------------- |
| 400 metros        | 44.86 s | 26 de marzo de 2011 |
| 400 metros vallas | 47.66 s | 31 de mayo de 2011  |